# Acanthonchus californicus
Acanthonchus californicus är en rundmaskart som först beskrevs av Allgen 1947.  Acanthonchus californicus ingår i släktet Acanthonchus och familjen Cyatholaimidae. Inga underarter finns listade i Catalogue of Life.